# 羞鮗
羞鮗為輻鰭魚綱鱸形目鱸亞目七夕魚科的其中一種，分布於印度西太平洋區，包括日本、台灣、印尼、澳洲、斐濟、菲律賓、東加、新喀里多尼亞、越南、索羅門群島等海域，棲息深度可達30公尺，體長可達9.4公分，棲息在珊瑚礁，屬肉食性，雄魚有護卵的行為。

## 擴展閱讀
維基物種上的相關：羞鮗